# Matzenhof (Velburg)
Matzenhof ist ein amtlich benannter Ortsteil der Stadt Velburg im Landkreis Neumarkt in der Oberpfalz.

## Geographische Lage
Der Weiler Matzenhof liegt auf der Fränkischen Alb im Oberpfälzer Jura ungefähr 1,5 km nordwestlich von Lengenfeld auf circa 510 m über NHN.

## Verkehr
Die Ansiedelung ist über eine von der Gemeindeverbindungsstraße Lengenfeld – Harenzhofen abzweigende Stichstraße zu erreichen.

## Ortsnamendeutung
Der Hofname kann gedeutet werden als „Hof des Mazzo“.

## Geschichte
Der Hof unterstand im Alten Reich der Blutgerichtsbarkeit der Herrschaft Helfenberg. In den Urbaren dieser Herrschaft von 1588 und 1622 ist der Hof genannt. Am Ende des Alten Reiches, um 1800, saß darauf ein Möderer als Untertan.
Im Königreich Bayern (1806) wurde um 1810 der Steuerdistrikt Lengenfeld gebildet, dem neben dem Dorf Lengenfeld das Dorf Harenzhofen und die Einöden Matzenhof, Ostermühle, Schafhof, Schwaighof und Weihermühle angehörten. Mit dem Gemeindeedikt vom 15. Mai 1818 wurde daraus die Ruralgemeinde Lengenfeld im Landgericht Parsberg; die Weihermühle wird seit 1926 nicht mehr gesondert genannt, sondern zu Lengenfeld gerechnet, und der Schafhof wurde bereits am 1. Januar 1946 nach Velburg umgegliedert. In Matzenhof wohnten
- 1836 9 Einwohner (1 Haus),[5]
- 1867 12 Einwohner (5 Gebäude),[6]
- 1875 11 Einwohner (5 Gebäude; an Großviehbestand 16 Stück Rindvieh),[7]
- 1900 15 Einwohner (2 Wohngebäude)[8]
- 1925 14 Einwohner (2 Wohngebäude),[9]
- 1938 8 Einwohner (Katholiken),[10]
- 1950 29 Einwohner (4 Wohngebäude).[11]
- 1987 21 Einwohner (5 Wohngebäude, 5 Wohnungen).[12]

Im Zuge der bayerischen Gebietsreform wurde die Gemeinde Lengenfeld aufgelöst; ihre Ortsteile, darunter auch der Matzenhof, wurden zum 1. Januar 1972 nach Velburg eingegliedert. Das Hauptanwesen ist heute ein Gartenbau-Unternehmen.

## Kirchliche Verhältnisse
Der Matzenhof gehörte seit altersher zur Pfarrei Lengenfeld. Diese wurde mit Pfalz-Neuburg 1556 der Reformation unterworfen und 1621 rekatholisiert; die Glaubenswechsel mussten alle Untertanen vollziehen, also auch die Bewohner des Matzenhofes. Vor 1765 wurde vom Matzenhof-Bauer eine Kapelle „Maria Hilf“ errichtet.